# 406 Ерна
406 Ерна (енгл. 406 Erna) је астероид главног астероидног појаса са пречником од приближно 49,19 km.
Афел астероида је на удаљености од 3,451 астрономских јединица (АЈ) од Сунца, а перихел на 2,378 АЈ.
Ексцентрицитет орбите износи 0,183, инклинација (нагиб) орбите у односу на раван еклиптике 4,198 степени, а орбитални период износи 1818,008 дана (4,977 године).
Апсолутна магнитуда астероида је 10,36 а геометријски албедо 0,052.
Астероид је откривен 22. августа 1895. године.